# Rochester (Michigan)
Rochester è un comune (city) degli Stati Uniti d'America della contea di Oakland nello Stato del Michigan. La popolazione era di 12,711 persone al censimento del 2010. È un sobborgo settentrionale di Detroit. Forma con Rochester Hills e Oakland, un unico nucleo urbano che si riconosce comunemente con il semplice nome di Rochester.

## Storia
I primi coloni in quella che sarebbe diventata Rochester, la famiglia Graham, costruirono una capanna di legno nel 1817. La cabina oggi si trova dove sono i negozi Quik Pik e Penn Station all'incrocio della Main e Second Street. Prende il nome dalla città di Rochester nello Stato di New York, proprio come la Rochester nel Minnesota, questo perché la maggior parte dei primi coloni dell'area abitavano in precedenza nello Stato di New York.

## Geografia fisica
Secondo lo United States Census Bureau, ha un'area totale di 3,83 miglia quadrate (9,92 km²).

## Società

### Evoluzione demografica
Secondo il censimento del 2010, c'erano 12,711 persone.

### Etnie e minoranze straniere
Secondo il censimento del 2010, la composizione etnica della città era formata dall'88,6% di bianchi, il 3,7% di afroamericani, lo 0,2% di nativi americani, il 5,5% di asiatici, lo 0,6% di altre razze, e l'1,5% di due o più etnie. Ispanici o latinos di qualunque razza erano il 2,7% della popolazione.